# Rio Guaxindiba (vattendrag i Brasilien, lat -22,75, long -43,03)
Rio Guaxindiba är ett vattendrag i Brasilien.   Det ligger i delstaten Rio de Janeiro, i den sydöstra delen av landet, 900 km sydost om huvudstaden Brasília.
I omgivningarna runt Rio Guaxindiba växer i huvudsak städsegrön lövskog. Runt Rio Guaxindiba är det mycket tätbefolkat, med 1 517 invånare per kvadratkilometer.